# 132-es főút (Magyarország)
A 132-es számú főút egy aránylag rövid magyarországi másodrendű főút; lényegében Komárom egyik belső útja. A 2020-as évek elejét megelőzően a 13-as főút városon átvezető része volt, de miután a 2010-es évek vége felé megépült Komárom délnyugati elkerülője, majd 2020 őszén átadták a Monostori hidat is, a 13-as útszámot az az útvonal kapta meg, a régi út ezen szakaszának számozása pedig 132-es lett.

## Vonalvezetése
Kilométer-számozása az Erzsébet-hídon, a Duna sodorvonalánál, illetve a szlovák–magyar államhatárnál indul; Szlovákiában a Monostori híd átadása előtt a 64-es út volt a folytatása, amely Zsolnával köti össze Révkomáromot; ma a híd szlovák felén húzódó út a 64a számozást viseli.
A hídfőnél keresztezi a 13 301-es számú mellékutat, mely Komárom nemzetközi hajókikötőjét és a mellette létesített vasúti rakodó állomást szolgálja ki, majd Igmándi út néven folytatódik. Mintegy 900 méter után körforgalmú csomóponttal keresztezi az 1-es főutat, annak a 86+350-es kilométerszelvénye táján, majd változatlan néven és irányban halad tovább. Továbbhaladva érint egy üzemanyagkutat, majd – még a második kilométere előtt – elhalad az Igmándi erőd mellett, mely a szabadságharc földerődje helyén épült fel 1871-1877 között a város déli bejáratának védelmére, az új erődrendszer fontos részeként. Az erőd mellett az út az Aradi vértanúk tere nevet is viseli, de Igmándi út néven halad tovább a belterület déli széléig.
Az erődöt és a második kilométerét elhagyva kiágazik belőle délkelet felé a 81 135-ös számú mellékút: ez az Ó-Igmándi út nevet viseli és a vonalvezetéséből ítélve évtizedekkel ezelőtt még minden bizonnyal a mai főút elődje volt. Kiágazása után a 132-es hamarosan külterületek közé ér, és úgy is ér véget, beletorkollva a 13-as főút egy körforgalmú csomópontjába.
Teljes hossza, az országos közutak térképes nyilvántartását szolgáló kira.kozut.hu adatbázisa szerint 3,598 kilométer.

## Képgaléria

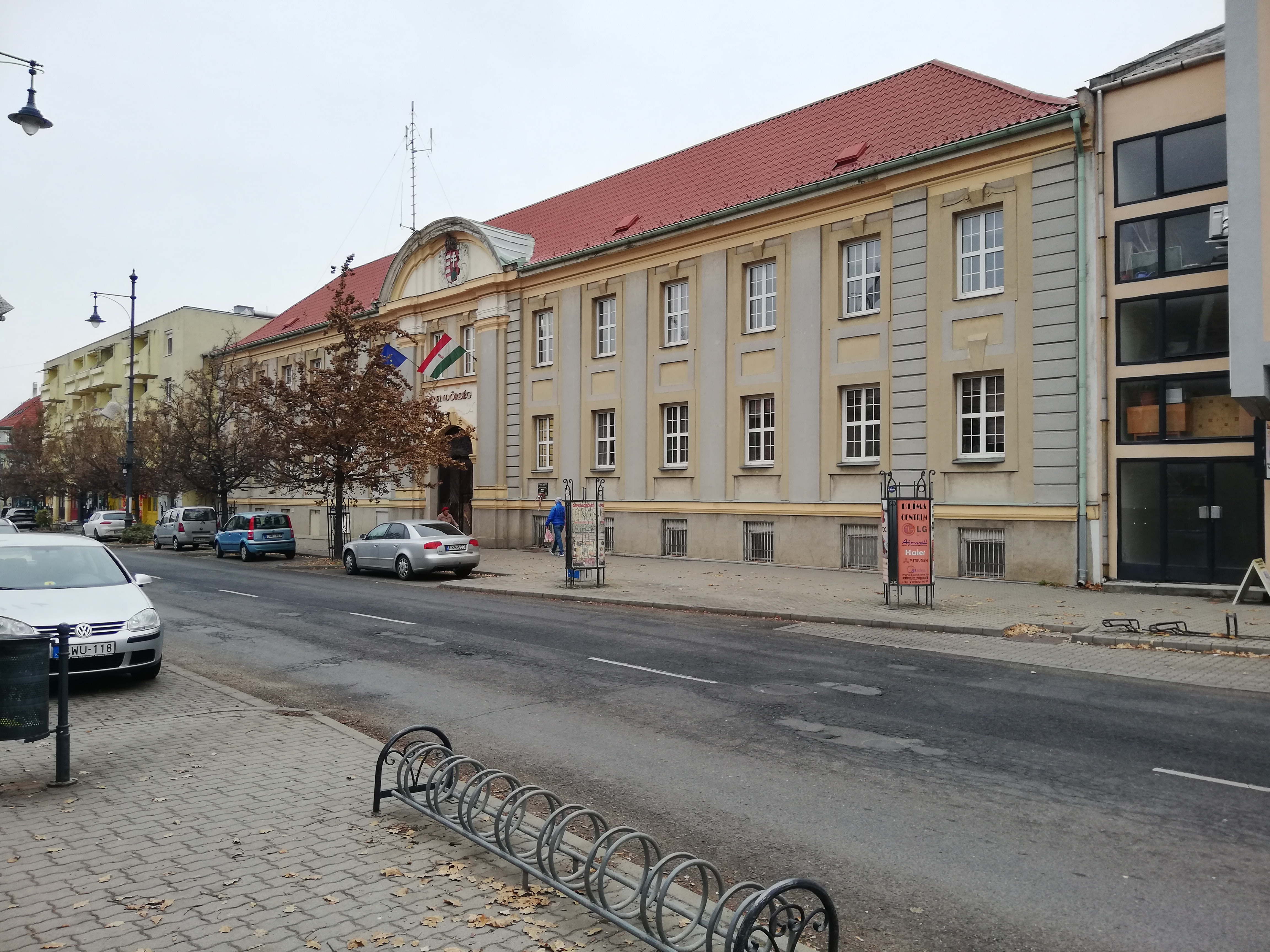
A komáromi rendőrség épülete a 132-es főút mellett
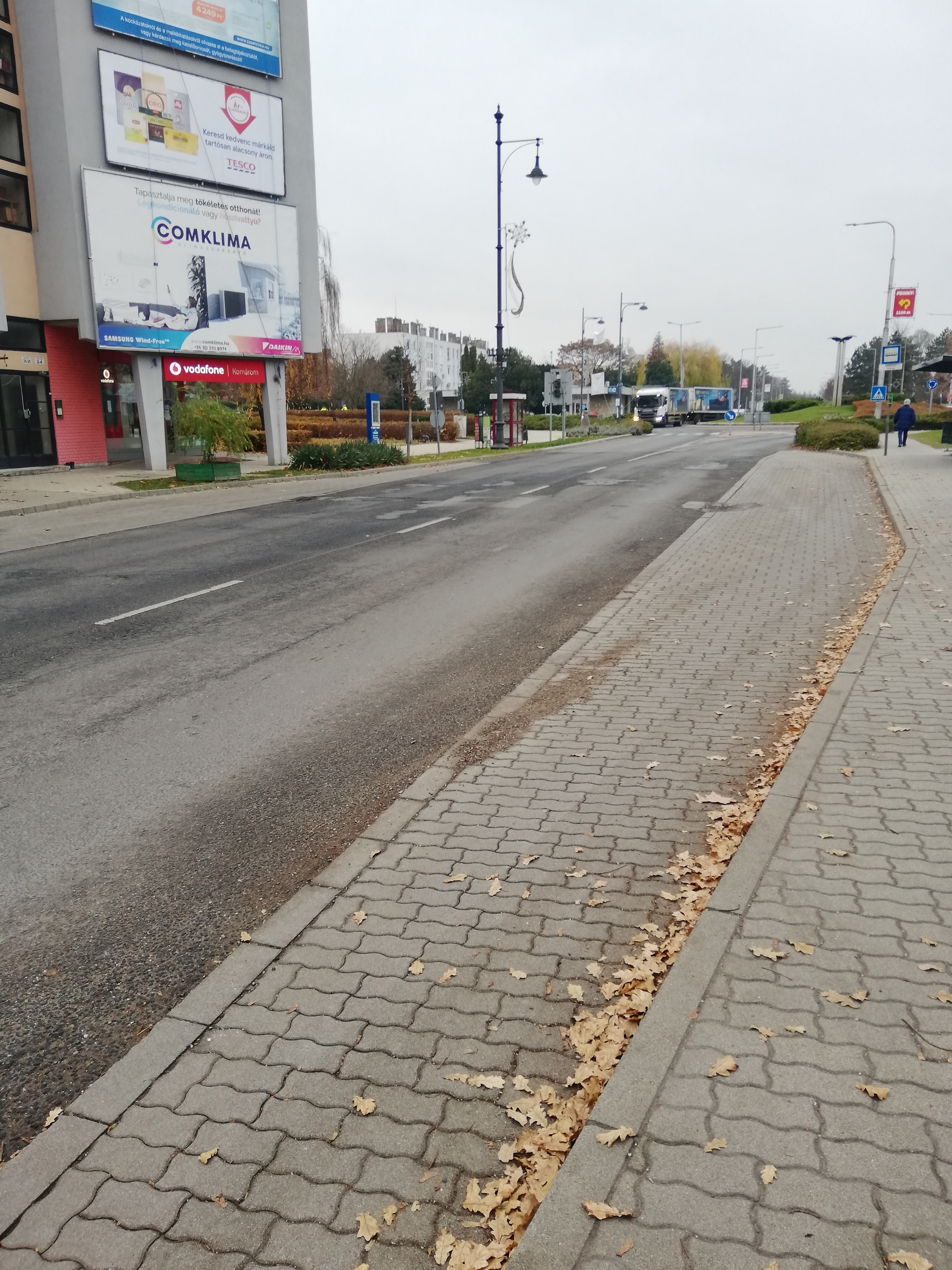
Az 1-es és a 132-es főutak csomópontja észak felől
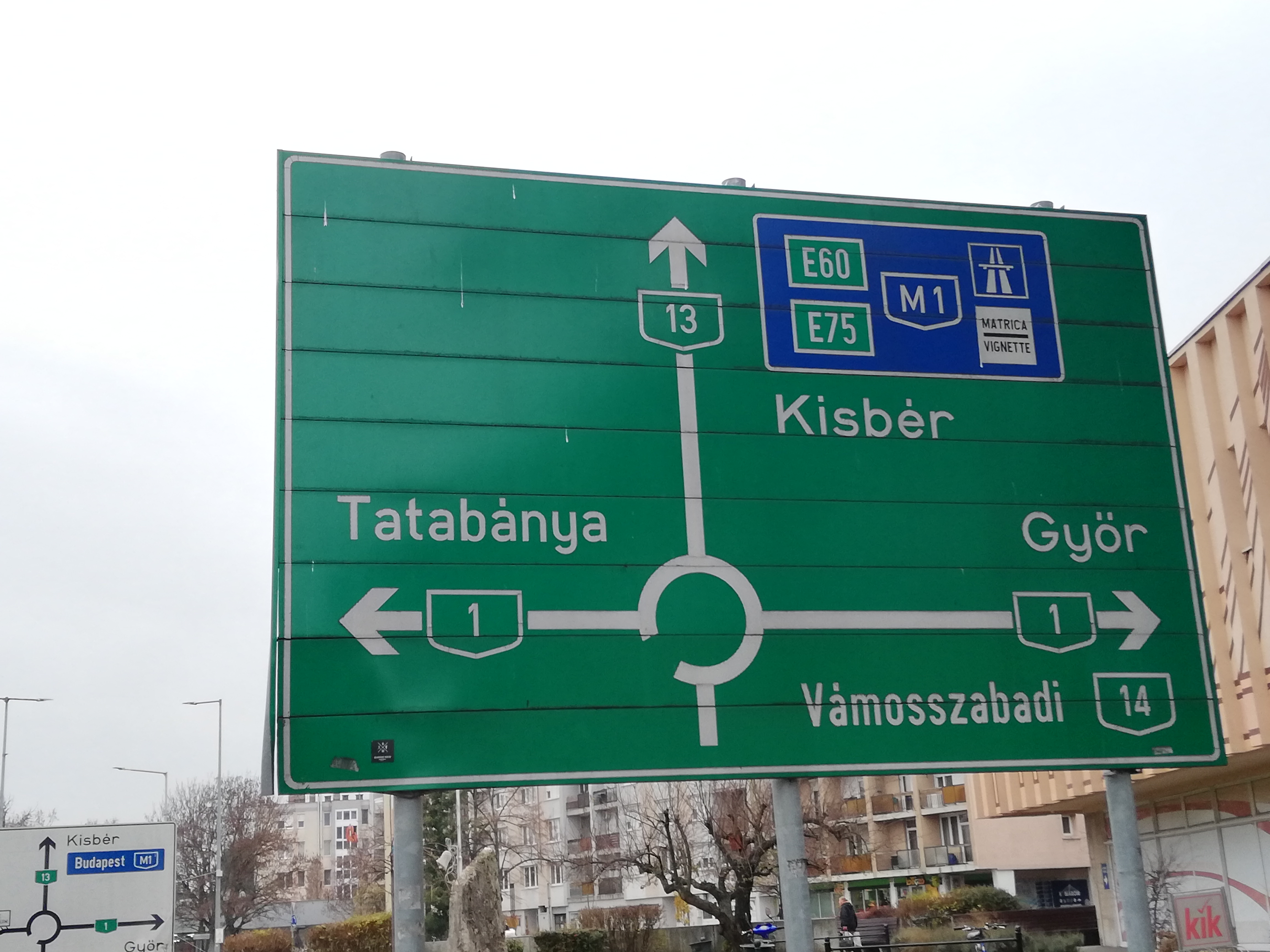
Útjelző tábla Komárom központjában
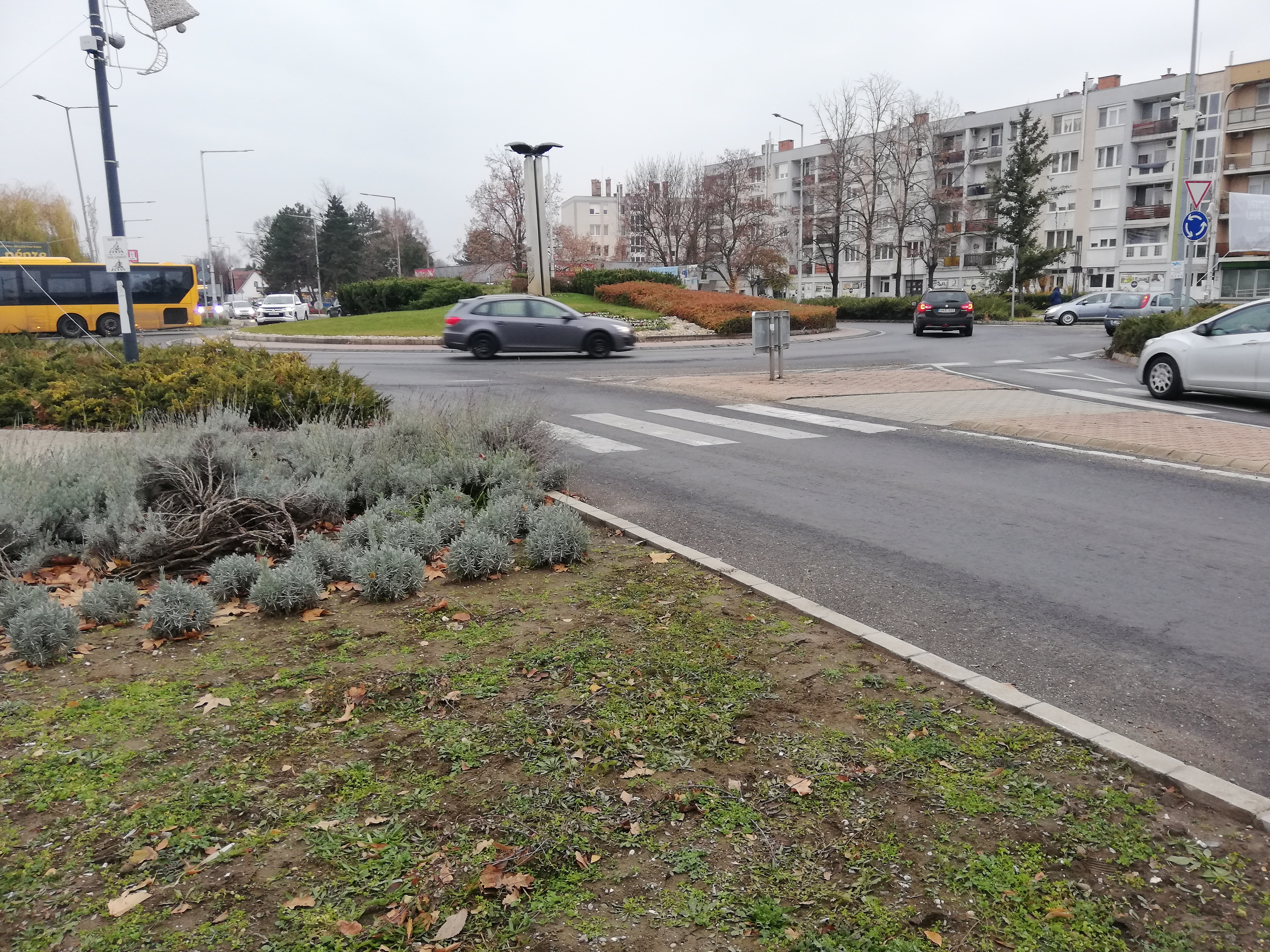
Az 1-es és 132-es körforgalmú csomópontja